# 当代生活报
《当代生活报》是由广西日报社于1997年12月25日主办的生活类日报 （页面存档备份，存于），是广西最早的彩印报纸。2018年，该报纸改为周刊。